# Харламов, Фёдор Семёнович
Фёдор Семёнович Харламов (1835—1889) — русский архитектор, академик архитектуры Императорской Академии художеств.

## Биография

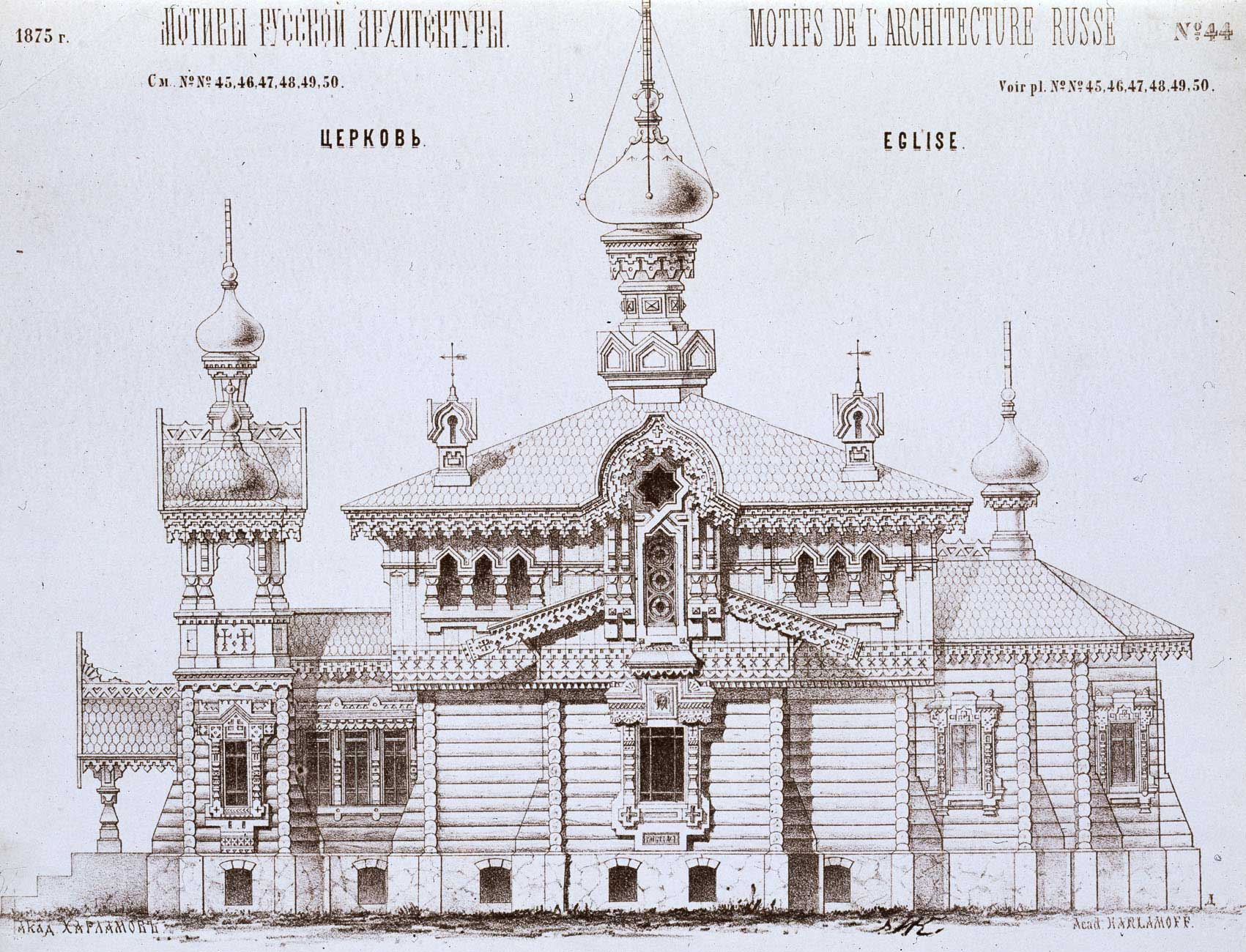
Проект деревянной церкви 1875 года

По окончании курса учёбы в Гатчинском сиротском институте в 1855 году, учился в Императорской Академии художеств (1855—1859). Был награждён медалями Академии художеств: малая серебряная (1859) за «проект арсенала», большая серебряная медаль (1859) за «проект каменной православной церкви на 2000 человек» и большая серебряная (1860). Выпущенный из Академии со званием классного художника, Харламов в 1863 году получил звание академика за исполнение проекта «анатомического отделения при медико-хирургической академии».
Архитектор Санкт-Петербургского университета (1860-е), Николаевского дворца (1866–1884), хозяйственного управления Синода (1870–1880-е), Петербургского городского кредитного общества (1884–1889), Главного управления почт и телеграфа (1880-е) , при дворе великого князя Николая Николаевича и при императорском дворе.
Член Петербургского общества архитекторов, секретарь; почётный член Совета детских приютов.
Основные произведения: производственный корпус Российской бумагопрядильной мануфактуры (1882), здание Петровского коммерческого училища (1882—1883), дом А. С. Суворина (1888–1890, совм. с В. Ф. Харламовым), церковь св. Петра Митрополита (1890–1892); возводил доходные дома и перестроил ряд зданий в Петербурге. Строил дачи в Петергофе, Парголове, Осиновой роще, Териоках. Автор проекта здания семинарии в Твери. Работал над интерьерами русских православных храмов в Иерусалиме, возобновил внутреннюю отделку Петропавловского собора в Петербурге.
- Зрительный зал Красносельского театра[6]. (1860)
- Доходный дом (перестройка, изменение фасада, дворовые корпуса). Литейный пр., 52 (1862)[7]
- Здание Александровского детского приюта Губонина. Малодетскосельский пр., 24 (1860-е)
- Здание детского приюта великой княгини Александры Николаевны (надстройка). Лермонтовский пр., 51 — 12-я Красноармейская ул., 27 (1868—1869)[8][9]
- Церковь при Образцовом детском приюте великой княгини Александры Николаевны[10]. Лермонтовский пр., 51А (1867—1869)[11]
- Деревянная церковь св. Илии. Стрельна. Санкт-Петербургское шоссе, 115 (1875)[12]
- Доходный дом П. С. Прохорова (служебный корпус и флигели). 4-я линия ВО, 21 (1876-1877)[13][14]
- Здания воспитательно-исправительного заведения для малолетних[10]. Рябовское шоссе (1870-е)
- Дом Митрофаниевского синодального подворья[10]. Звенигородская ул., 10А (1878)[15]
- Здание Александро-Мариинского детского приюта И. Базилевского. Большой Сампсониевский пр., 34 — Гренадерская ул., 9х (1878—1882)[16]
- Доходный дом Императорского Человеколюбивого общества. Литейный пр., 31 (1877—1880)[17]
- Часовня над могилой Н. И. Путилова[10]. Гладкий остров, 1х (1880)[18]
- Доходный дом. Старо-Петергофский пр., 15 (1880—1881)[19]
- Здание богадельни и школ Ф. М. Садовникова и И. С. Герасимова. Каменноостровский пр., 66 — Песочная наб., 2 (1881—1883)[20]
- Производственный корпус Российской бумагопрядильной мануфактуры (двор, средняя часть). Обводного канала наб., 223—225 (1882)
- Здание Петровского коммерческого училища. Фонтанки наб., 62 (1882—1883)[21]
- Дом А. С. Суворина. Чехова ул., 6 (1888—1890)[22]
- Церковь святого Петра митрополита Московского[10]. Стачек пр., 208х — Лени Голикова ул., 7х (1890—1892)[23]
- Церковь во имя Святого Великомученика Пантелеймона Целителя и Святого Преподобного Александра Константинопольского в Тарховке. Сестрорецк. Тарховский пр., 32 (1905—1906)[24]